# Communauté rurale de Madina Foulbé
La communauté rurale de Madina Foulbé est une communauté rurale du Sénégal située à l'est du pays. 
Elle fait partie de l'arrondissement de Kéniéba, du département de Bakel et de la région de Tambacounda.